# Grand Prix automobile d'Argentine 1978
Le Grand Prix automobile d'Argentine 1978 est une course de Formule 1 qui s'est déroulée sur le circuit Oscar Alfredo Galvez à Buenos Aires le 15 janvier 1978.

## Séance de qualifications
Vingt-sept pilotes prennent part aux qualifications du Grand Prix d'Argentine pour vingt-quatre places sur la grille de départ. 
| Pos.                  | Pilote             | Écurie                      | Châssis / Moteur                          | Temps         | Numéro |
| --------------------- | ------------------ | --------------------------- | ----------------------------------------- | ------------- | ------ |
| 1                     | Mario Andretti     | Team Lotus                  | Lotus 78 / Ford Cosworth DFV 3.0 V8       | 1 min 47 s 75 | 5      |
| 2                     | Carlos Reutemann   | Scuderia Ferrari            | Ferrari 312 T2 / Ferrari 015 3.0 F12      | 1 min 47 s 84 | 11     |
| 3                     | Ronnie Peterson    | Team Lotus                  | Lotus 78 / Ford Cosworth DFV 3.0 V8       | 1 min 48 s 39 | 6      |
| 4                     | John Watson        | Brabham Racing Organisation | Brabham BT45 / Alfa Romeo 115-12 Flat-12  | 1 min 48 s 42 | 2      |
| 5                     | Niki Lauda         | Brabham Racing Organisation | Brabham BT45 / Alfa Romeo 115-12 Flat-12  | 1 min 48 s 70 | 1      |
| 6                     | James Hunt         | McLaren                     | McLaren M26 / Ford Cosworth DFV 3.0 V8    | 1 min 48 s 72 | 7      |
| 7                     | Gilles Villeneuve  | Scuderia Ferrari            | Ferrari 312 T2 / Ferrari 015 3.0 F12      | 1 min 48 s 97 | 12     |
| 8                     | Jacques Laffite    | Ligier                      | Ligier JS7 / Matra MS76 3.0 V12           | 1 min 49 s 13 | 26     |
| 9                     | Patrick Tambay     | McLaren                     | McLaren M26 / Ford Cosworth DFV 3.0 V8    | 1 min 49 s 74 | 8      |
| 10                    | Patrick Depailler  | Tyrrell Racing              | Tyrrell 008 / Ford Cosworth DFV 3.0 V8    | 1 min 49 s 69 | 4      |
| 11                    | Jean-Pierre Jarier | ATS                         | ATS HS1 / Ford Cosworth DFV 3.0 V8        | 1 min 49 s 77 | 10     |
| 12                    | Vittorio Brambilla | Surtees                     | Surtees TS19 / Ford Cosworth DFV 3.0 V8   | 1 min 49 s 91 | 19     |
| 13                    | Jochen Mass        | ATS                         | ATS HS1 / Ford Cosworth DFV 3.0 V8        | 1 min 50 s 06 | 9      |
| 14                    | Alan Jones         | Williams                    | Williams FW06 / Ford Cosworth DFV 3.0 V8  | 1 min 50 s 11 | 27     |
| 15                    | Jody Scheckter     | Walter Wolf Racing          | Wolf WR1 / Ford Cosworth DFV 3.0 V8       | 1 min 50 s 35 | 20     |
| 16                    | Clay Regazzoni     | Shadow                      | Shadow DN8 / Ford Cosworth DFV 3.0 V8     | 1 min 50 s 45 | 17     |
| 17                    | Emerson Fittipaldi | Fittipaldi Automotive       | F5A / Ford Cosworth DFV 3.0 V8            | 1 min 50 s 82 | 14     |
| 18                    | Hans-Joachim Stuck | Shadow                      | Shadow DN8 / Ford Cosworth DFV 3.0 V8     | 1 min 51 s 16 | 16     |
| 19                    | Rupert Keegan      | Surtees                     | Surtees TS19 / Ford Cosworth DFV 3.0 V8   | 1 min 51 s 42 | 18     |
| 20                    | Arturo Merzario    | Team Merzario               | Merzario A1 / Ford Cosworth DFV 3.0 V8    | 1 min 51 s 68 | 37     |
| 21                    | Danny Ongais       | Ensign                      | Ensign N177 / Ford Cosworth DFV 3.0 V8    | 1 min 51 s 71 | 22     |
| 22                    | Lamberto Leoni     | Ensign                      | Ensign N177 / Ford Cosworth DFV 3.0 V8    | 1 min 51 s 94 | 23     |
| 23                    | Didier Pironi      | Tyrrell Racing              | Tyrrell 008 / Ford Cosworth DFV 3.0 V8    | 1 min 51 s 99 | 3      |
| 24                    | Brett Lunger       | B&S Fabrications            | McLaren M23 / Ford Cosworth DFV 3.0 V8    | 1 min 52 s 27 | 30     |
| Pilotes non qualifiés |                    |                             |                                           |               |        |
| 25                    | Héctor Rebaque     | Team Rebaque                | Lotus 78 / Ford Cosworth DFV 3.0 V8       | 1 min 52 s 52 | 25     |
| 26                    | Eddie Cheever      | Theodore                    | Theodore TR1 / Ford Cosworth DFV 3.0 V8   | 1 min 53 s 25 | 32     |
| 27                    | Divina Galica      | Hesketh                     | Hesketh 308E/3 / Ford Cosworth DFV 3.0 V8 | 1 min 56 s 69 | 24     |

## Classement
| Pos  | N° | Pilote             | Écurie             | Tours | Temps/Abandon          | Grille | Points |
| ---- | -- | ------------------ | ------------------ | ----- | ---------------------- | ------ | ------ |
| 1    | 5  | Mario Andretti     | Lotus-Ford         | 52    | 1 h 37 min 04 s 47     | 1      | 9      |
| 2    | 1  | Niki Lauda         | Brabham-Alfa Romeo | 52    | +13 s 21               | 5      | 6      |
| 3    | 4  | Patrick Depailler  | Tyrrell-Ford       | 52    | +13 s 64               | 10     | 4      |
| 4    | 7  | James Hunt         | McLaren-Ford       | 52    | +16 s 05               | 6      | 3      |
| 5    | 6  | Ronnie Peterson    | Lotus-Ford         | 52    | +1 min 14 s 85         | 3      | 2      |
| 6    | 8  | Patrick Tambay     | McLaren-Ford       | 52    | +1 min 19 s 90         | 9      | 1      |
| 7    | 11 | Carlos Reutemann   | Ferrari            | 52    | +1 min 22 s 60         | 2      |        |
| 8    | 12 | Gilles Villeneuve  | Ferrari            | 52    | +1 min 38 s 88         | 7      |        |
| 9    | 14 | Emerson Fittipaldi | Fittipaldi-Ford    | 52    | +1 min 40 s 60         | 17     |        |
| 10   | 20 | Jody Scheckter     | Wolf-Ford          | 52    | +1 min 43 s 50         | 15     |        |
| 11   | 9  | Jochen Mass        | ATS-Ford           | 52    | +1 min 49 s 07         | 13     |        |
| 12   | 10 | Jean-Pierre Jarier | ATS-Ford           | 51    | +1 tour                | 11     |        |
| 13   | 30 | Brett Lunger       | McLaren-Ford       | 51    | +1 tour                | 24     |        |
| 14   | 3  | Didier Pironi      | Tyrrell-Ford       | 51    | +1 tour                | 23     |        |
| 15   | 17 | Clay Regazzoni     | Shadow-Ford        | 51    | +1 tour                | 16     |        |
| 16   | 26 | Jacques Laffite    | Ligier-Matra       | 50    | Moteur                 | 8      |        |
| 17   | 16 | Hans-Joachim Stuck | Shadow-Ford        | 50    | +2 tours               | 18     |        |
| 18   | 19 | Vittorio Brambilla | Surtees-Ford       | 50    | +2 tours               | 12     |        |
| Abd. | 2  | John Watson        | Brabham-Alfa Romeo | 41    | Moteur                 | 4      |        |
| Abd. | 27 | Alan Jones         | Williams-Ford      | 36    | Distribution d'essence | 14     |        |
| Abd. | 22 | Danny Ongais       | Ensign-Ford        | 35    | Distributeur           | 21     |        |
| Abd. | 23 | Lamberto Leoni     | Ensign-Ford        | 28    | Moteur                 | 22     |        |
| Abd. | 37 | Arturo Merzario    | Merzario-Ford      | 9     | Différentiel           | 20     |        |
| Abd. | 18 | Rupert Keegan      | Surtees-Ford       | 4     | Surchauffe moteur      | 19     |        |
| Nq.  | 25 | Héctor Rebaque     | Lotus-Ford         |       | Non qualifié           |        |        |
| Nq.  | 32 | Eddie Cheever      | Theodore-Ford      |       | Non qualifié           |        |        |
| Nq.  | 24 | Divina Galica      | Hesketh-Ford       |       | Non qualifié           |        |        |

Légende :
- Abd.=Abandon - Np.=Non partant

## Pole position et record du tour
- Pole position : Mario Andretti en 1 min 47 s 75 (vitesse moyenne : 199,395 km/h).
- Tour le plus rapide : Gilles Villeneuve en 1 min 49 s 76 au 3e tour (vitesse moyenne : 195,743 km/h).

## Tours en tête
- Mario Andretti : 52 (1-52)

## À noter
- 7e victoire pour Mario Andretti.
- 64e victoire pour Lotus en tant que constructeur.
- 109e victoire pour Ford Cosworth en tant que motoriste.
- 1er Grand Prix pour Theodore Racing.
- 1er Grand Prix pour ATS.
- Confondant les numéros de voitures de Ronnie Peterson et Mario Andretti, Juan Manuel Fangio a agité le drapeau à damier au 52e tour au lieu du 53e[1].